# Roberto I de Harcourt

Brasão de Armas da Casa dos Harcourt.

Roberto I de Harcourt "o Forte" foi Senhor de Harcourt, de Cailleville, de Beauficel, de Bourgthéroulde e de Boissey-le-Châtel.
Como militar participou na conquista de Inglaterra juntamente com os seus três irmãos.  Mandou edificar o Castelo de Harcourt no ano 1100.

## Relações familiares
Foi o 12.º filho de Anchetil de Harcourt, Senhor de Harcourt e de Eve de Boissey.
Casou com Colette de Argouges de quem teve:
1. Guilherme de Harcourt (1100 - ?), Senhor de Harcourt casou com Hue de Amboise.
2. Ricardo de Harcourt, Senhor de Renneville, Cavaleiro do Templo e fundador da Comendatária de Renneville em 1150.
3. Filipe de Harcourt ( ? - 1163), Chanceler de Inglaterra, bispo de Salisbúria e de Bayeux,
4. Henrique de Harcourt, Senhor de Boissey-le-Châtel,
5. Balduíno de Harcourt, Senhor de Cailleville,
6. Erardo de Harcourt, Senhor de Beauficel,
7. Raul de Harcourt, Senhor de Willes em Inglaterra,
8. Graça de Harcourt, casada com Roberto de Molins, Senhor de Molins.